# HIP 77900
HIP 77900 (HD 142250, HR 5910) é uma estrela na constelação de Scorpius. Tem uma magnitude aparente visual de 6,10, podendo ser vista a olho nu apenas em excelentes condições de visualização. Com base em medições de paralaxe pelo satélite Gaia, está localizada a aproximadamente 490 anos-luz (150 parsecs) da Terra.

## Estrela primária
A distância e movimento próprio de HIP 77900 indicam que a estrela pertence ao subgrupo Scorpius Superior da associação Scorpius–Centaurus, a associação OB mais próxima do Sol. Essa é uma associação de estrelas com origem e movimento pelo espaço comuns. Esse subgrupo é o mais jovem dos três da associação e possui uma idade estimada de 11 milhões de anos.
Esta é uma estrela de classe B da sequência principal com um tipo espectral de B6Vp e uma massa estimada em 3,7 vezes a massa solar. HIP 77900 é uma estrela quimicamente peculiar pobre em hélio, conforme indicado pela notação 'p' no tipo espectral, e possui um campo magnético e uma lenta taxa de rotação com uma velocidade de rotação projetada (v sin i) de 34 km/s. Sua fotosfera está brilhando com 220 vezes a luminosidade solar e possui uma temperatura efetiva de 13 600 K, dando à estrela a coloração azul-branca típica de estrelas de classe B.

## Anã marrom
Estrelas jovens em associações como a Scorpius Superior são alvos atraentes para buscas por objetos sub-estelares por imagens diretas, pois esses objetos têm luminosidade maior quando são jovens. Um artigo publicado em 2013, usando dados das pesquisas Pan-STARRS e UKIDSS e observações complementares pelo telescópio IRTF, apresentou a descoberta de uma anã marrom no sistema HIP 77900, observada a uma separação de 21,8 segundos de arco da estrela, ou 3200 ± 300 UA à distância do sistema. A associação física entre os dois corpos não foi confirmada pela observação de movimento próprio comum, mas é considerada provável dada a existência de sinais de baixa idade na anã marrom e a proximidade entre os dois objetos no céu.
Denominada HIP 77900 B, a anã marrom tem uma luminosidade de 0,13% da luminosidade solar e uma temperatura efetiva de aproximadamente 2600 K. A partir de modelos evolucionários, sua massa foi estimada em 20+7
−3 massas de Júpiter (MJ) ou 34 ± 14 MJ. Seu espectro é consistente com um tipo espectral de M9 e apresenta as características de uma anã marrom jovem com gravidade superficial intermediária. A baixa intensidade da linha de Balmer Hα é consistente com atividade cromosférica e indica que HIP 77900 B não está passando por acreção ativa.
O segundo lançamento dos dados da sonda Gaia (Gaia DR2) inclui dados astrométricos de HIP 77900 B, listando para a anã marrom uma distância aparentemente inconsistente com a da primária, mas com grande incerteza. Isso tornou incerta sua associação ao sistema HIP 77900, embora suas propriedades físicas sejam indiquem uma distância igual à da primária. O terceiro lançamento de dados (Gaia EDR3) aumentou significativamente a precisão dos dados astrométricos, e HIP 77900 B possui distância e movimento próprio iguais aos da estrela primária, considerando as incertezas.